# Бахрани, Рамин
Рамин Бахрани (англ. Ramin Bahrani, род. 20 марта 1975 года) — американский режиссер и сценарист. Кинокритик Роджер Эберт назвал драму Бахрани «На запчасти» (2007) шестым лучшим фильмом 2000-х годов, назвав его новым режиссером десятилетия. Бахрани был лауреатом стипендии Гуггенхайма 2009 года. Он также является профессором режиссуры в своей альма-матер, Школе искусств Колумбийского университета.
В 2021 году Бахрани был номинирован на премию Оскар за лучший адаптированный сценарий к фильму «Белый тигр», а также на премию BAFTA и премию Эмми.

## Юность
Бахрани родился в Уинстон-Салеме, штат Северная Каролина, в семье иранских иммигрантов. Его отец, родом из Шираза, познакомил его с поэтическими произведениями Хафеза и поощрял его развивать свою страсть к искусству. Он получил степень бакалавра искусств в Колумбийском университете в 1996 году. Бахрани также изучал кинопроизводство в Иране и некоторое время жил в Париже после окончания колледжа.

## Карьера
Первый полнометражный фильм Бахрани — «Человек с тележкой» (2005), премьера которого состоялась на Венецианском кинофестивале и был показан на кинофестивале Сандэнс в 2006 году. Фильм получил более 10 международных премий, был выпущен в кинотеатрах по всему миру и номинирован на три премии Независимый дух.
Премьера второго фильма Бахрани «На запчасти» (2007) состоялась в 2007 году на Каннском кинофестивале, а затем он был показан на Международном кинофестивале в Торонто и Берлинском международном кинофестивале, прежде чем был выпущен в театральном формате с положительными отзывами. Бахрани был удостоен премии Независимый дух и номинирован на премию Независимый дух за лучшую режиссуру 2008 года.
Третий полнометражный фильм Бахрани «Прощай, Соло», премьера которого состоялась в качестве официального отбора Венецианского кинофестиваля (2008), где он получил премию за лучший фильм, а затем состоялась его североамериканская премьера на Международном кинофестивале в Торонто. Фильм был назван шедевром многочисленными критиками, включая Роджера Эберта и А. О. Скотта из The New York Times.
В 2009 году он снял короткометражный фильм «Пластиковый пакет» с голосом немецкого режиссера Вернера Херцога и оригинальной партитурой Кьяртана Свейнссона из группы Sigur Rós. Премьера фильма состоялась в качестве премьеры фильма Корто Кортиссимо на Венецианском кинофестивале, где Бахрани также входил в жюри за лучшие первые фильмы. Позже он был показан в Теллуриде и на Нью-Йоркском кинофестивале. В 2012 году он снял клип на песню «Eg anda» для альбома Valtari.
В четвёртом полнометражном фильме Бахрани «Любой ценой» снимаются Деннис Куэйд, Зак Эфрон, Хизер Грэм, Ким Диккенс, Клэнси Браун и Челси Росс. Он был выбран для участия в конкурсе Золотой лев 69-го Венецианского международного кинофестиваля. Фильм, несмотря на сильный актёрский состав и заметное выступление Денниса Куэйда, получил смешанные отзывы большинства критиков и заработал менее 500 000 долларов в прокате.
Пятый полнометражный фильм Бахрани «99 домов» (2015) получил сильные отзывы на Венецианском кинофестивале и был номинирован на премию Золотой глобус.
Фильм Бахрани для телеканала HBO «451 градус по Фаренгейту», экранизация одноимённого антиутопического романа Рэя Брэдбери 1953 года, был выпущен 12 мая 2018 года и получил в основном негативные отзывы.
В 2021 году он адаптировал роман Аравинда Адиги 2008 года «Белый тигр» в качестве полнометражного фильма с тем же названием на Netflix, получившего положительный критический прием.